# Biển Somov

Tên biển Somov và các tên khác được đề xuất ở Nam Đại Dương

Biển Somov (tiếng Nga: Море Сомова, More Somova) là tên được đề xuất cho một phần biển ở Nam Đại Dương. Biển nằm ở phần bắc và cực đông tiểu lục địa Nam Cực, phía bắc của bờ biển Oates, Victoria Land, và của bờ George V, nằm giữa 150° và 170° Đông.  Phía tây biển là biển D'Urville. Phía đông Cape Adare, tại 170°14' Đông, là biển Ross.